# Bohumil Starnovský
Bohumil Starnovský (3. října 1953, Praha) je český moderní pětibojař, reprezentant Československa, olympionik, který získal stříbrnou medaili z Olympijských her.
V Montrealu 1976 získal stříbro v soutěži družstev, společně s Janem Bártů a Jiřím Adamem. Individuálně obsadil 17. místo. Na LOH 1980 skončil v soutěži družstev na 6. místě.
Od 90. let se věnuje zejména rozvoji českého jezdeckého sportu, dovezl do České republiky řadu úspěšných koní (mj. Kentaura, se kterým Aleš Opatrný vyhrál mistrovství Evropy mladých jezdců 2000) a trénoval kupř. Nathalii Crnkovou.

## Výsledky
Na LOH 1976 obsadil konečné 17. místo za 5056 bodů (jezdectví 1068 - šerm 832 - střelba 868 - plavání 1144 - běh 1144)